# Chuck Pandolph
Charles William Pandolph –conocido como Chuck Pandolph– (Saranac Lake, 27 de diciembre de 1923-Saranac Lake, 22 de abril de 1973) fue un deportista estadounidense que compitió en bobsleigh. Ganó una medalla de plata en el Campeonato Mundial de Bobsleigh de 1961, en la prueba cuádruple.

## Palmarés internacional
| Campeonato Mundial | Campeonato Mundial           | Campeonato Mundial | Campeonato Mundial |
| Año                | Lugar                        | Medalla            | Prueba             |
| ------------------ | ---------------------------- | ------------------ | ------------------ |
| 1961               | Lake Placid (Estados Unidos) | Medalla de plata   | Cuádruple          |